# Bennettsville
Bennettsville är en stad i den amerikanska delstaten South Carolina med en yta av 16,1 km² och en folkmängd, som uppgår till 9 425 invånare (2000). Bennettsville är administrativ huvudort i Marlboro County. Staden grundades 1819 och fick sitt namn efter politikern Thomas Bennett som sedan tjänstgjorde som guvernör i South Carolina 1820-1822.